# كلايهاتتشي
كلايهاتتشي (بالإنجليزية: Clayhatchee)‏ هي مدينة أمريكية تقع في ولاية ألاباما. تبلغ مساحة هذه المدينة 7.1 (كم²)، ويبلغ عدد سكانها 501 نسمة حسب إحصاء سنة 2010 م. تشير الإحصاءات بأن الكثافة السكانية في هذه المدينة تقدر بـ(70.6) نسمة/كم2.

## التركيبة السكانية
حدّد مكتب تعداد الولايات المتحدة بيانات التركيبة السكانية لكلايهاتتشي في تعداد الولايات المتحدة. في ما يلي، التركيبة السكانية حسب تعدادي 2000 و2010.

### تعداد عام 2000
بلغ عدد سكان كلايهاتتشي 501 نسمة بحسب تعداد عام 2000، وبلغ عدد الأسر 222 أسرة وعدد العائلات 153 عائلة مقيمة في البلدة. في حين سجلت الكثافة السكانية 71.2 نسمة لكل كيلومتر مربع (184.4/ميل2). وبلغ عدد الوحدات السكنية 267 وحدة بمتوسط كثافة قدره 37.9 لكل كيلومتر مربع (98.2/ميل2).
وتوزع التركيب العرقي للبلدة بنسبة 92.42% من البيض و4.19% من الأمريكيين الأفارقة و0.60% من الأمريكيين الأصليين و0.80% من الأمريكيين ذوي الأصول الآسيوية و0.20% من الأعراق الأخرى و1.80% من عرقين مختلطين أو أكثر و1.80% من الهسبانيون أو اللاتينيون من أي عرق.
بلغ عدد الأسر 222 أسرة كانت نسبة 25.2% منها لديها أطفال تحت سن الثامنة عشر تعيش معهم، وبلغت نسبة الأزواج القاطنين مع بعضهم البعض 51.4% من أصل المجموع الكلي للأسر، ونسبة 11.7% من الأسر كان لديها معيلات من الإناث دون وجود شريك، بينما كانت نسبة 5.9% من الأسر لديها معيلون من الذكور دون وجود شريكة وكانت نسبة 31.1% من غير العائلات. تألفت نسبة 29.7% من أصل جميع الأسر من عدة أفراد يعيشون في نفس المنزل ونسبة 12.6% كانت تتألف من شخص يعيش بمفرده يبلغ من العمر 65 عاماً أو أكثر. وبلغ متوسط حجم الأسرة المعيشية 2.26، أما متوسط حجم العائلات فبلغ 2.75.
بلغ العمر الوسطي للسكان 42.0 عاماً. وكانت نسبة 21% من القاطنين تحت سن الثامنة عشر، وكانت نسبة 8.4% بين الثامنة عشر والرابعة والعشرين عاماً، ونسبة 24.2% كانت واقعةً في الفئة العمرية ما بين الخامسة والعشرين والرابعة والأربعين عاماً، ونسبة 29.7% كانت ما بين الخامسة والأربعين والرابعة والستين، ونسبة 16.8% كانت ضمن فئة الخامسة والستين عاماً فما فوق. يوجد لكل 100 أنثى 98.0 ذكر، ويوجد لكل 100 أنثى في الثامنة عشر من عمرها فما فوق 101.0 ذكر.
بلغ متوسط دخل الأسرة في البلدة 30,156 دولارًا، أما متوسط دخل العائلة فبلغ 34,821 دولارًا. وكان متوسط دخل الذكور 26,354 دولارًا مقابل 21,250 دولارًا للإناث. وسجل دخل الفرد الخاص بالبلدة 17,959 دولارًا. وكانت نسبة 15.6% من العائلات ونسبة 20% من السكان تحت خط الفقر، وكان من هؤلاء نسبة 31.2% تحت سن الثامنة عشر ونسبة 10.9% في الخامسة والستين من العمر وما فوق.

### تعداد عام 2010
بلغ عدد سكان كلايهاتتشي 589 نسمة بحسب تعداد عام 2010، وبلغ عدد الأسر 254 أسرة وعدد العائلات 156 عائلة مقيمة في البلدة. في حين سجلت الكثافة السكانية 83.7 نسمة لكل كيلومتر مربع (216.8/ميل2). وبلغ عدد الوحدات السكنية 288 وحدة بمتوسط كثافة قدره 40.9 لكل كيلومتر مربع (105.9/ميل2).
وتوزع التركيب العرقي للبلدة بنسبة 94.91% من البيض و1.70% من الأمريكيين الأفارقة و0.34% من الأمريكيين الأصليين و0.34% من الأمريكيين ذوي الأصول الآسيوية و0.51% من سكان جزر المحيط الهادئ و0.34% من الأعراق الأخرى و1.87% من عرقين مختلطين أو أكثر و2.38% من الهسبانيون أو اللاتينيون من أي عرق.
بلغ عدد الأسر 254 أسرة كانت نسبة 26.8% منها لديها أطفال تحت سن الثامنة عشر تعيش معهم، وبلغت نسبة الأزواج القاطنين مع بعضهم البعض 47.2% من أصل المجموع الكلي للأسر، ونسبة 8.7% من الأسر كان لديها معيلات من الإناث دون وجود شريك، بينما كانت نسبة 5.5% من الأسر لديها معيلون من الذكور دون وجود شريكة وكانت نسبة 38.6% من غير العائلات. تألفت نسبة 32.3% من أصل جميع الأسر من عدة أفراد يعيشون في نفس المنزل ونسبة 12.6% كانت تتألف من شخص يعيش بمفرده يبلغ من العمر 65 عاماً أو أكثر. وبلغ متوسط حجم الأسرة المعيشية 2.32، أما متوسط حجم العائلات فبلغ 2.90.
بلغ العمر الوسطي للسكان 42.3 عاماً. وكانت نسبة 22.1% من القاطنين تحت سن الثامنة عشر، وكانت نسبة 7.6% بين الثامنة عشر والرابعة والعشرين عاماً، ونسبة 23.3% كانت واقعةً في الفئة العمرية ما بين الخامسة والعشرين والرابعة والأربعين عاماً، ونسبة 28.9% كانت ما بين الخامسة والأربعين والرابعة والستين، ونسبة 18.2% كانت ضمن فئة الخامسة والستين عاماً فما فوق. وتوزع التركيب الجنسي للسكان بنسبة 52.5% ذكور و47.5% إناث.